# Brewster McCloud
Brewster McCloud is een Amerikaanse film uit 1970, geregisseerd door Robert Altman. Het was de eerste film die Altman regisseerde na MASH. Een groot gedeelte van de film werd opgenomen in de Houston Astrodome en de première vond in diezelfde Astrodome plaats op 5 december 1970 voor een publiek van 20.000 mensen.

## Verhaal
De film is een "bizar mengsel van fantasie, satire, humor en spanning."
Brewster McCloud  (Bud Cort) is een jongeman die met zelfgebouwde vleugels op eigen kracht wil vliegen. Hij verschuilt zich in de catacomben van de Houston Astrodome waar hij aan zijn vleugels werkt. Tegelijk wordt er in Houston een reeks wurgmoorden gepleegd waarbij de slachtoffers bedekt worden met vogelpoep. Brewster krijgt de hulp van de mysterieuze Louise (Sally Kellerman, die Hot Lips speelde in MASH), die al dan niet iets met de moorden te maken heeft.
Haskell Weeks (William Windom), een vooraanstaande figuur in Houston, roept de hulp in van detective Frank Shaft uit San Francisco (Michael Murphy) om de moorden te onderzoeken. Shaft vindt een link naar Brewster maar die slaagt er met de hulp van Louise in om uit de handen van de politie te blijven. Maar wanneer Brewster verliefd wordt op Suzanne (Shelley Duvall), een gids in de Astrodome, verklapt die zijn plannen aan de politie. Op de dag dat Brewster met zijn vleugels wil gaan vliegen in de Astrodome wordt hij omsingeld door een legertje politiemensen. Hij slaagt er nog wel in om op te stijgen maar kan zijn vlucht niet volhouden en stort neer. 

## Rolverdeling
| Acteur          | Personage             |
| --------------- | --------------------- |
| Bud Cort        | Brewster McCloud      |
| Sally Kellerman | Louise                |
| Michael Murphy  | detective Frank Shaft |
| Shelley Duvall  | Suzanne Davis         |
| William Windom  | Weeks                 |